# بلير جونز
بلير جونز (بالإنجليزية: Blair Jones)‏ (و. 1986  م) هو لاعب هوكي الجليد، كندي، مركز لعبه هو مركز.

## روابط خارجية
- بلير جونز على موقع دوري الهوكي الوطني (الإنجليزية)
- بلير جونز على موقع EliteProspects.com (الإنجليزية)
- بلير جونز على موقع HockeyDB.com (الإنجليزية)
- بلير جونز على موقع Hockey-Reference.com (الإنجليزية)